# Division d'Honneur 1910-11
La Primera División de Bélgica 1910/11 fue la 16.ª temporada de la máxima competición futbolística en Bélgica.

## Tabla de posiciones
| Pos | Equipo                      | PJ | PG | PE | PP | GF | GC | Pts | DG  | Notas                               |
| --- | --------------------------- | -- | -- | -- | -- | -- | -- | --- | --- | ----------------------------------- |
| 1   | C.S. Brugeois               | 22 | 16 | 2  | 3  | 76 | 24 | 34  | +52 |                                     |
| 2   | F.C. Brugeois               | 22 | 16 | 1  | 5  | 70 | 27 | 33  | +43 |                                     |
| 3   | Daring Club de Bruxelles    | 22 | 12 | 3  | 7  | 52 | 33 | 27  | +19 |                                     |
| 4   | Union Saint-Gilloise        | 22 | 12 | 3  | 7  | 55 | 36 | 27  | +19 |                                     |
| 5   | Racing Club de Bruxelles    | 22 | 11 | 2  | 9  | 52 | 42 | 24  | +10 |                                     |
| 6   | Beerschot                   | 22 | 9  | 5  | 8  | 55 | 45 | 23  | +10 |                                     |
| 7   | Antwerp F.C.                | 22 | 9  | 3  | 10 | 43 | 46 | 21  | -3  |                                     |
| 8   | R.C. Malines                | 22 | 8  | 2  | 12 | 39 | 59 | 18  | -20 |                                     |
| 9   | Léopold Club de Bruxelles   | 22 | 6  | 6  | 10 | 36 | 62 | 18  | -26 |                                     |
| 10  | Excelsior S.C. de Bruxelles | 22 | 6  | 4  | 12 | 36 | 60 | 16  | -24 |                                     |
| 11  | Standard Club Liégeois      | 22 | 5  | 4  | 13 | 32 | 48 | 14  | -16 |                                     |
| 12  | S.C. Courtraisien           | 22 | 1  | 5  | 16 | 20 | 87 | 7   | -67 | Descenso a la División de Promoción |

PJ = Partidos jugados; PG = Partidos ganados; PE = Partidos empatados; PP = Partidos perdidos; GF = Goles a favor; GC = Goles en contra; Pts = Puntos; DG = Diferencia de goles